# Guiseley AFC
Guiseley Association Football Club is een Engelse voetbalclub uit Guiseley, West Yorkshire. Ze spelen na een degradatie in 2022 in de Northern Premier Football League Premier Division, het zevende niveau van het Engelse voetbal, en spelen hun thuiswedstrijden op Nethermoor Park.
Guiseley kwam tussen 2015 en 2018 uit in de National League, net onder de League Two. Achtmaal bereikte de ploeg het hoofdtoernooi van de FA Cup, twee keer stootte het door tot de tweede ronde. In 1991 won Guiseley de FA Vase.

## Geschiedenis
De club speelde een decennia lang in de lagere regionen van het amateurvoetbal, tot ze in 2010 promotie afdwongen naar de Conference North. De volgende vijf seizoenen kwalificeerde Guiseley zich telkens voor de play-offs om promotie; in 2010/11 versloegen ze Boston United na strafschoppen in de halve finale, maar werden met 3-2 verslagen door AFC Telford United in de finale. Ze bereikten ook voor het eerst sinds 2002 weer de eerste ronde van de FA Cup, waarin ze werden uitgeschakeld door de profs van Crawley Town (5-0). In 2011/12 verloren ze in de halve finale van de play-offs van Nuneaton Town en een jaar later bleek Halifax Town, weer in de halve finale, te sterk. In 2012 bereikten ze wel weer de eerste ronde van de beker, waarin ditmaal Barrow AFC te sterk was. In het seizoen 2013/14 bereikten ze via North Ferriby United de finale van de play-offs, maar wederom geen succes; het was Altrincham FC dat promoveerde. Een jaar later was het dan eindelijk raak. AFC Fylde werd door Guiseley met 3-1 verslagen, waarna de ploeg in de finale afrekende met Chorley FC. Hierdoor promoveerde Guiseley voor het eerst in haar historie naar de Football Conference, dat met ingang van het volgende seizoen National League ging heten.
In het seizoen 2017/18 bereikte de club voor de eerste keer de tweede ronde van de FA Cup, nadat Accrington Stanley uit de League Two werd uitgeschakeld na strafschoppen. Het was voor de club de eerste keer dat ze een opponent uit de Football League wisten uit te schakelen. In de volgende ronde bleek Mansfield Town met 3-0 een maatje te groot. Aan het einde van het seizoen degradeerde Guiseley naar de (hernoemde) National League North. In het seizoen 2018/19 stunte de ploeg opnieuw in de FA Cup, ditmaal tegen League Two-club Cambridge United. Guiseley stond na een uur spelen met maarliefst 4-0 voor en zou het duel uiteindelijk met 4-3 winnen. In de competitie hadden the Lions het echter zwaar; ze eindigden één plek boven de degradatiestreep.